# 1976年インスブルックオリンピックのバイアスロン競技
1976年インスブルックオリンピックのバイアスロン競技（1976ねんインスブルックオリンピックのバイアスロンきょうぎ）はインスブルックの西約17kmのゼーフェルトで男子のみ2種目が実施された。

## 競技結果

### 男子20km
- 1976年2月6日

| 順位 | 国・地域     | 氏名                       | 総合タイム（ミスショット） |
| ---- | ------------ | -------------------------- | -------------------------- |
| 金   | ソビエト連邦 | ニコライ・クルグロフ       | 1時間14分12秒26（2）       |
| 銀   | フィンランド | ヘイッキ・イコラ           | 1時間15分54秒10（2）       |
| 銅   | ソビエト連邦 | アレクサンドル・エリザロフ | 1時間16分05秒57（3）       |
| 4    | イタリア     | ウィリー・ベルティン       | 1時間16分50秒36（3）       |
| 5    | ソビエト連邦 | アレクサンドル・チホノフ   | 1時間17分18秒33（7）       |
| 6    | フィンランド | エスコ・サイラ             | 1時間17分32秒84（2）       |
| 7    | イタリア     | リノ・ジョルダン           | 1時間17分49秒83（2）       |
| 8    | スウェーデン | スーネ・アドルフソン       | 1時間18分00秒50（2）       |
| 30   | 日本         | 出口弘之                   | 1時間24分53秒84（6）       |
| 38   | 日本         | 鈴木效                     | 1時間26分35秒79（7）       |
| 41   | 日本         | 笹久保和雄                 | 1時間27分35秒31（6）       |

### 男子4x7.5kmリレー
- 1976年2月13日

| 順位 | 国・地域     | 氏名                                                                                      | 総合タイム（ミスショット） |
| ---- | ------------ | ----------------------------------------------------------------------------------------- | -------------------------- |
| 金   | ソビエト連邦 | アレクサンドル・エリザロフ イワン・ビアコフ ニコライ・クルグロフ アレクサンドル・チホノフ | 1時間57分55秒64（0）       |
| 銀   | フィンランド | ヘンリク・フロイト エスコ・サイラ ユハニ・スータリネン ヘイッキ・イコラ                   | 2時間01分45秒58（2）       |
| 銅   | 東ドイツ     | カール＝ハインツ・メンツ フランク・ウルリッヒ マンフレート・ベーア マンフレート・ガイアー | 2時間04分08秒61（5）       |
| 14   | 日本         | 大野公 白手良幸 鈴木效 出口弘之                                                           | 2時間17分09秒04（10）      |